# سیارک ۵۹۸۰۰
سیارک ۵۹۸۰۰ (به انگلیسی: 59800 Astropis، نامگذاری:1999PV4) پنجاه و نه هزار و هشتصدمین سیارک کشف شده‌است که در ۱۴ اوت ۱۹۹۹ کشف شد.